# Kosmos 1408
Kosmos 1408 (Ikar No. 39L) foi um satélite ELINT operado pela antiga União Soviética. Foi lançado em órbita terrestre baixa no dia 16 de setembro de 1982, substituindo Kosmos 1378. No dia 15 de novembro de 2021, o satélite foi destruído num teste de uma arma antissatélite realizado pela Rússia, resultando em detritos espaciais em órbitas de 300 e 1,100km acima da Terra. O risco de uma possível colisão levou a tripulação na Estação Espacial Internacional a refugiarem-se nas naves de retorno.

## Propósito e lançamento
O satélite era parte do sistema Tselina-D [en] de satélites de reconhecimento militar. Foi desenvolvido por Yuzhnoye e tinha uma massa de aproximadamente 2,200 kg, com uma expectativa de vida aproximada de seis meses. Substituiu o satélite Kosmos 1378.
O satélite foi lançado pelo foguete Tsyklon-3 no dia 16 de setembro de 1982, a partir da plataforma 32/2 no Cosmódromo de Plesetsk. Estava em órbita terrestre baixa com um perigeu de 645 km e um apogeu de 670 km, numa inclinação de 82,5º. Seu período orbital era de 97,8 minutos. Substituiu Kosmos 1378.

## Destruição

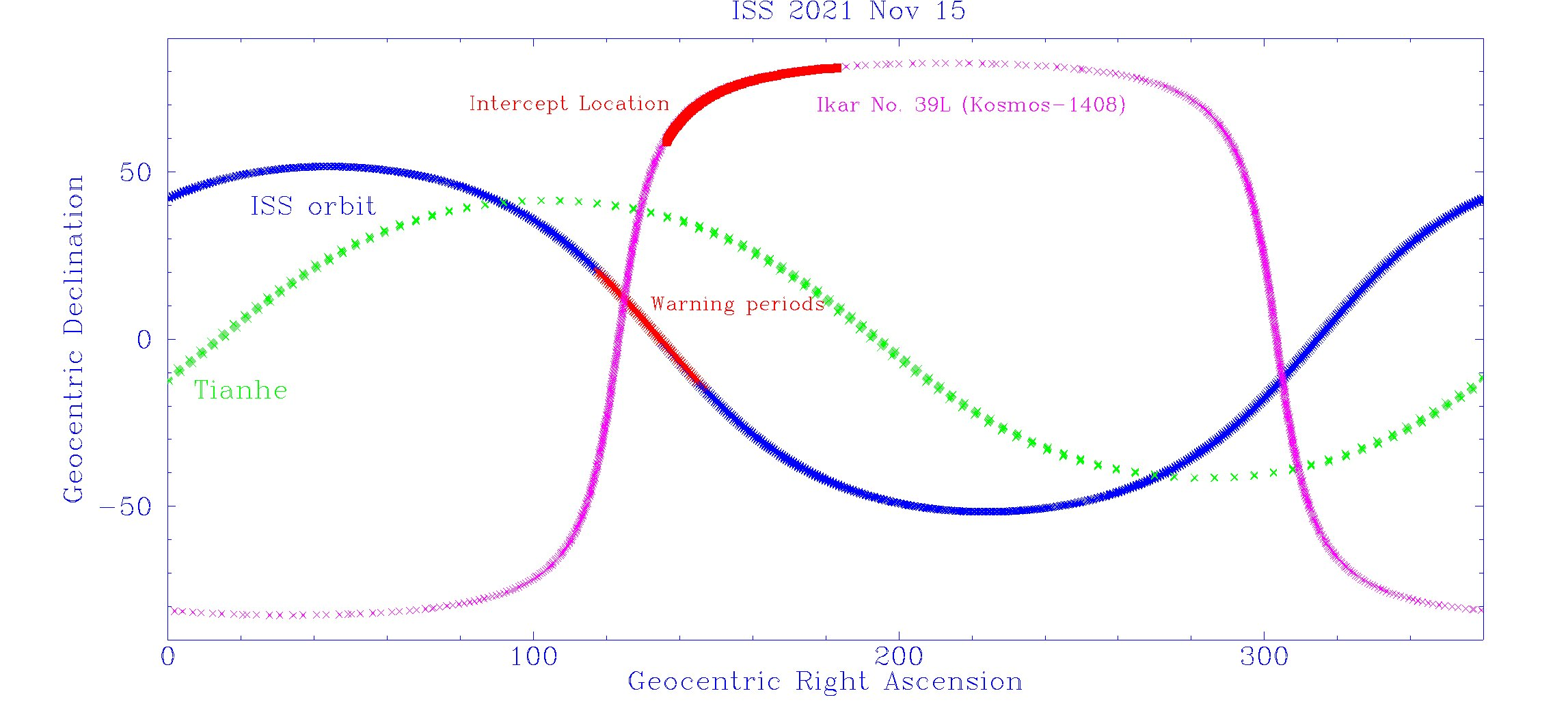
A órbita do Kosmos 1408 vs a ISS.

No dia 15 de novembro de 2021, o satélite foi destruído, causando um rastro de lixo espacial que ameaçou a Estação Espacial Internacional. Os sete tripulantes na ISS (4 estadunidenses, 2 russos e 1 alemão) abrigaram-se nas cápsulas de retorno para rapidamente abortarem suas missões no caso dos detritos atingirem a estação. O satélite estava numa órbita pouco acima da estação e os detritos passam por ela a cada 93 minutos. A tripulação abrigou-se somente para a segunda e terceira passagem pelo campo de detritos, após a consideração do risco; Os detritos também colocam outros satélites em perigo.
Subsequentemente o Departamento de Estado dos Estados Unidos acusou a Rússia de ter mirado o Kosmos 1408 durante um teste de uma arma antissatélite, usando o míssil de superfície contra o satélite desativado, dizendo ser uma atitude "perigosa e irresponsável". No dia seguinte, Sergei Shoigu, Ministro da Defesa da Rússia, reconheceu que os detritos foram devido a um teste de uma arma antissatélite, mas argumentou que não representava perigo para as atividades espaciais.
O míssil A-235 [en] ("Nudol") foi lançado a partir do Cosmódromo de Plesetsk. O sistema estava passando por testes desde 2014, mas este foi o seu primeiro satélite destruído. O Tratado do Espaço Exterior, ratificado pela Rússia, bane alguns tipos de atividades militares no espaço, mas não o uso de armas do tipo com ogivas convencionais.
O representante estadunidense Ned Price [en] falou que o evento gerou mais de 1500 peças de detritos rastreáveis por radares de solo e outras centenas de milhares que são mais difíceis de rastrear. Espera-se que os detritos continuem em órbita por vários anos, possivelmente décadas. No dia 16 de novembro de 2021, orbitavam em altitudes entre 440-520 km. No dia 17, 300-1100km.
O administrador da NASA Bill Nelson declarou que "Com sua longa e relevante história na exploração espacial tripulada, é impensável que a Rússia não só colocaria em risco os astronautas estadunidenses e internacionais presentes na ISS, mas também seus próprios cosmonautas" com dois cosmonautas entre sete tripulantes e as "ações são irresponsáveis e perigosas, também ameaçando a Estação Espacial Chinesa."